# Феліпе Сантана
Феліпе Сантана (порт. Felipe Santana, нар. 17 березня 1986, Ріу-Клару) — бразильський футболіст, захисник.
Дворазовий чемпіон Німеччини. Володар Кубка Німеччини.

## Ігрова кар'єра
Народився 17 березня 1986 року в місті Ріу-Клару. Вихованець футбольної школи клубу «Фігейренсе». Дорослу футбольну кар'єру розпочав 2006 року в основній команді того ж клубу, в якій провів два сезони, взявши участь у 37 матчах чемпіонату.
До складу клубу «Боруссія» (Дортмунд) приєднався 2008 року. Наразі встиг відіграти за дортмундський клуб 71 матч в національному чемпіонаті. За цей час двічі виборював титул чемпіона Німеччини, ставав володарем Кубка Німеччини.
Влітку 2013 року перейшов до «Шальке 04».

## Титули і досягнення
- Чемпіон Німеччини (2):

«Боруссія» (Дортмунд): 2010–11, 2011–12
- Володар Кубка Німеччини (1):

«Боруссія» (Дортмунд): 2011–12
- Чемпіон Греції (1):

«Олімпіакос»: 2014–15
- Володар Кубка Греції (1):

«Олімпіакос»: 2014–15